# دالاس جينكينز
دالاس جنكينز (من مواليد 25 يوليو 1975) هو مخرج سينمائي وتلفزيوني وكاتب ومنتج أمريكي. يُعرف بأنه منشئ ومخرج وكاتب مشارك ومنتج تنفيذي لمسلسل المختار، أول مسلسل متعدد المواسم عن حياة يسوع الناصري. تركز مسيرة جينكينز المهنية على وسائل الإعلام المسيحية.

## بداية حياته
والد جينكينز هو جيري ب. جينكينز، روائي مسيحي اشتهر بسلسلة ترك خلفه (Left Behind)، إحدى سلاسل الكتب الأكثر مبيعًا على الإطلاق، حيث بيعت أكثر من 60 مليون نسخة. في عام 1997، تخرج جينكينز من جامعة نورث وسترن-سانت لويس بول، حيث التقى بزوجته أماندا.
عندما بدأ العمل في هوليوود لأول مرة، كان جينكينز مصرا على أنه لا يريد القيام بأفلام مسيحية. على الرغم من أهمية إيمانه بالنسبة له، إلا أنه وزوجته اعتبرا أنه من العار أن يتم تصنيفهما كمخرجين مسيحيين. لكن رأي جينكينز تغير عندما كان يقص العشب في حديقته ويقدر أن ذلك كان في عام 2006 أو 2007 وشعر أن الله كان يطلب منه أن يصنع فيلماً مسيحياً. على الرغم من اعتقاده أن الأمر كان نداءً من الإلهية، إلا أن جينكينز حاول رفض الفكرة على أساس أن الأفلام المسيحية ليست أفلامًا جيدة، لكنه أدرك أن وظيفته ربما كانت لجعلها جيدة.
في سن الـ25، بدأ جينكينز ووالدته شركة إنتاج، جنكينز للترفيه (Jenkins Entertainment)، معًا. كان فيلمهم الأول هو أسطورة المدينة (Hometown Legend)، وهو فيلم يعتمد على الإيمان ووزع بواسطة شركة وارنر برذرز في عام 2000. 
كان جينكينز عضوًا سابقًا في فريق القيادة التنفيذية في كنيسة هارفيست بايبل حيث عمل كمدير تنفيذي لشركة وسائل إعلام الكنيسة العمودية (Vertical Church Media). تعاونت الشركة وهي فرع من كنيسة الحصاد للكتاب المقدس (Harvest Bible Chapel)، مع بلمهوس برودكشنز واستوديوهات دبليو دبليو إي لإنتاج فيلم قيامة جافين ستون (The Resurrection of Gavin Stone)، وهو فيلم ديني صدر عام 2017 وأخرجه جينكينز بميزانية قدرها 2 مليار دولار مليون.

## حياة مهنية
بعد إنتاج فيلم أسطورة المدينة (Hometown Legend) وإخراج فيلمين قصيرين، كان أول فيلم طويل لجينكينز هو منتصف الليل صافٍ (Midnight Clear) في عام 2006. الفيلم، الذي قام ببطولته ستيفن بالدوين ووزع بواسطة شركة ليونزجيت، كان مبنيًا على قصة قصيرة كتبها والده، جيري جينكينز.
في عام 2010، أخرج جينكينز فيلم ماذا لو...، وهو فيلم عن رجل أعمال يظهر له ملاك ما كان من الممكن أن تصبح عليه حياته لو اتبع دعوة الله في حياته. قام ببطولته كيفن سوربو، وكريستي سوانسون، وجون راتزينبرجر، ونجمة ديزني ديبي رايان. ذكرت تقارير موقع وكس أوفيس موجو أن الفيلم حقق 814،906 دولارًا أمريكيًا محليًا. وقد حقق نجاحًا دوليًا ويستمر في تحقيق النجاح عبر أقراص دي في دي ووسائط متدفقة.
في عام 2017، أخرج جينكينز فيلم قيامة جافين ستون (The Resurrection of Gavin Stone)، وهو فيلم دراما كوميدي مسيحي أمريكي صدر عام 2017. شارك في الفيلم بريت دالتون (عملاء شيلد)، والممثلة الكوميدية أنجيلا جونسون، ودي بي سويني (ذا كاتنج إيدج)، ونيل فلين (ذا ميدل)، وأسطورة المصارعة شون مايكلز. ووصف جينكينز الفيلم بأنه نوع مختلف من الأفلام المسيحية، وهو بمثابة تجربة جديدة للجمهور. حاول القيام بذلك من خلال ملء الفيلم بجوانب غير شائعة في الأفلام المسيحية، مثل الكوميديا. وعليه، قال هوليوود ريبورتر عن الفيلم "إن هذا الفيلم الدرامي الكوميدي اللطيف الذي يتناول موضوعًا دينيًا يفتقر إلى الوعظ بشكل منعش". ومع ذلك، لم يُعتبر ناجح في شباك التذاكر. يذكر موقع بوكس أوفيس موجو أن الفيلم حقق 2،308،355 دولارًا أمريكيًا في جميع أنحاء العالم.
في مقابلة مع شبكة البث المسيحية، وصف جينكينز الأمر بأنه "أكبر فشل في حياته المهنية". بعد ذلك، قام جينكينز بصنع فيلم قصير لكنيسته في إلجين، إلينوي، الولايات المتحدة الأمريكية، بعنوان الراعي؛ صور في مزرعة صديق في مارينجو. الفيلم القصير يتحدث عن ميلاد المسيح من وجهة نظر الرعاة.
حظي الفيلم باهتمام خدمة الترشيح والبث المباشر فيدانجل، والتي كانت متورطة في دعوى قضائية تتعلق بانتهاك حقوق الطبع والنشر مع استوديوهات هوليوود الكبرى، وبالتالي تسعى للحصول على محتوى أصلي لتوزيعه. واقترح فيدانجل وضع الفيلم القصير على فيسبوك كمشروع تجريبي لإثارة الاهتمام بفكرة جينكينز بشأن سلسلة متعددة المواسم. حصد الفيلم القصير أكثر من 15 مليون مشاهدة حول العالم.

### أفلام الكنيسة العمودية
بعد العمل في هوليوود لسنوات، شهد جينكينز تحولاً في تفكيره. قرر أنه يريد أن يكون مخرجًا مسيحيًا يصنع أفلامًا مسيحية عالية الجودة بدلاً من أن يكون مسيحيًا يصنع أفلامًا علمانية. دفعه هذا التحول إلى الانتقال من هوليوود والبدء في إنتاج أفلام الكنيسة العمودية في كنيسة الحصاد للكتاب المقدس (Harvest Bible Chapel) في شيكاغو.
إطلقت شركة أفلام الكنيسة العمودية في عام 2012 لإنتاج أفلام مسيحية. أنتجت الوزارة أربعة أفلام:
الرحلة (The Ride) في عام 2012.
ذات يوم كنا عبيدا (Once We Were Slaves) (إعيد تسميته The Two Thieves) في عام 2014.
فيلم قيامة جافين ستون (The Resurrection of Gavin Stone) في عام 2017،  والراعي (The Shepherd) في عام 2017. أصبح فيلم الراعي لاحقًا الحلقة التجريبية لبرنامج جينكينز التلفزيوني الجديد، المختار.

### المختار
المختار هو مسلسل صدر عام 2017 مبنية على حياة يسوع المسيح، من تأليف وإخراج ومشاركة جينكينز.
إنه أول مسلسل متعدد المواسم عن حياة المسيح، وكان الموسم الأول واحدًا من أعلى المشاريع الإعلامية التي مولت جماعيًا على الإطلاق. تبلغ ميزانية الموسم الثاني والموسم الثالث 12 مليون دولار و18 مليون دولار على التوالي، وقد مول كل منهما من خلال التبرعات الجماعية. قدم المؤسس المشارك الآخر لـ ديرال إيفز (Derral Eves)، والمختار، إلى جينكينز، وتعاون الاثنان لإنشاء المختار وامتلاكه، مع إيفز كمنتج تنفيذي، مسؤول بشكل أساسي عن بناء الجمهور من خلال قنوات التواصل الاجتماعي الخاصة بهم.
يملك جينكينز حصة في الشركة ولكنه لن يشارك الأرباح حتى يستعيد مستثمرو الشركات الناشئة استثماراتهم الأولية بالإضافة إلى 20 بالمائة.
في عام 2021، أخرج جينكينز حلقة خاصة لعيد الميلاد من مسلسل المختار، والتي عرضت في 1700 دار سينما لمدة عشرة أيام.
في مقابلة مع صحيفة شيكاغو صن تايمز، قال جينكينز، "نشعر أنه إذا كان بإمكان الناس مشاهدة مسلسلات مثل صراع العروش وأشياء غريبة وإقامة حفلات مشاهدة في جميع أنحاء العالم، فلا يوجد سبب لعدم مشاهدة مسلسل عن المسيح. كما تعلم، الهوس بشيء ما، وإذا اكتشفنا كيفية الهوس بالمسيح، فقد يكون من الأفضل تشجيع ذلك.

### أفضل عرض عيد ميلاد على الإطلاق
أعلن جينكينز أنه سيخرج فيلمًا طويلًا مقتبسًا من كتاب أفضل عرض عيد ميلاد على الإطلاق (The Best Christmas Pageant Ever)، ومن المقرر عرضه في أواخر عام 2024. ستتعاون شركة ليونزغيت وشركة قصة المملكة (Kingdom Story) في الإنتاج، ومن المقرر تصوير الفيلم في كندا بدءًا من ديسمبر 2023.

## الحياة الشخصية
تزوج دالاس جينكينز وزوجته أماندا في 13 يونيو 1998. لديهم أربعة أطفال. دالاس هو مسيحي إنجيلي.
يعد جينكينز من عشاق الرياضة الكبار. عندما كان في الخامسة من عمره، كان يقرأ صفحة الرياضة في صحيفة شيكاغو تريبيون كل يوم. مستوحى من والده، الذي كان كاتبًا رياضيًا عندما كان دالاس مراهقًا، أراد دالاس أن يكون مذيعًا رياضيًا عندما كان في المدرسة المتوسطة.

## روابط خارجية
- دالاس جنكينز في قاعدة بيانات الأفلام على الإنترنت